# 五頭竜
五頭竜（ごずりゅう）は、伝承で神奈川県鎌倉市深沢に当時あった湖にすんでいたといわれる竜である。改心したあとは五頭竜大神ともいう。

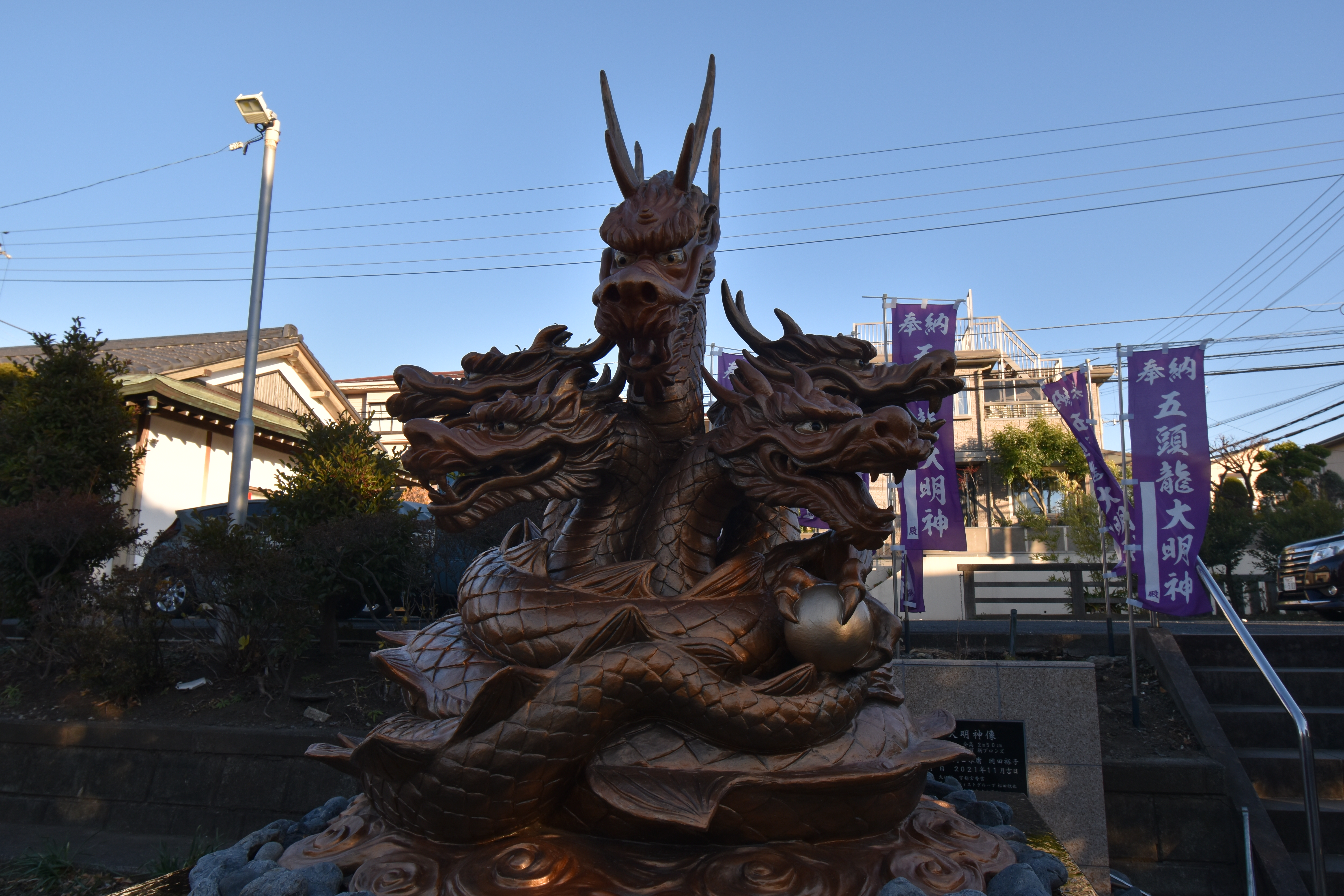
龍口明神社の五頭竜像

## 伝承
五頭竜があらゆる天変地異を引き起こすため、これを宥めるべく、津村の長者は16人いた子供達を1人残らず五頭竜に捧げた。この地名は昔「子死越」と呼ばれていたが、それは五頭竜に捧げられた生贄の名残である。今の地名は「腰越」である。
あるとき江ノ島が隆起し、そこに弁天様が住むことになった。この地域を支配する五頭竜は、弁天様に一目惚れして求婚した。しかし弁天様は、人間に対する残虐非道の行いを理由に求婚を断った。五頭竜はしぶしぶ湖に帰ったが、翌日に心を改め、人間を守ることを弁天様に誓ったという。

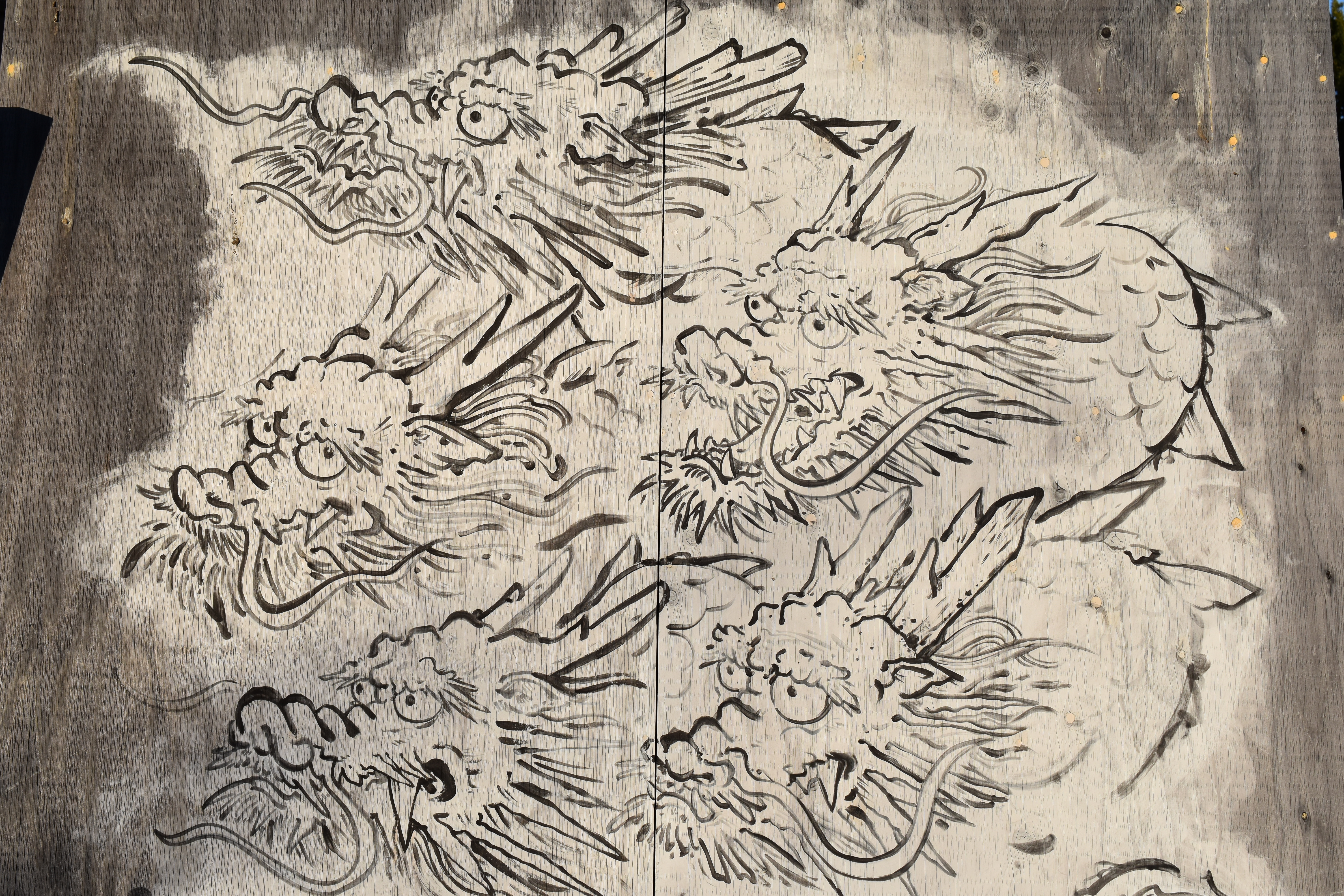
五頭竜

## 五頭竜を題材にした作品
- 『江ノ島の曲』- 山田流箏曲、1777年（安永6年） 山田検校作曲。
- 『竜恋譜』（グランド・オペラ） 原作：渡辺俊 作：堂本正樹 作曲：三枝成彰。
1979年3月、藤沢市民オペラの第4回公演（藤沢市民会館開館10周年記念公演）で福永陽一郎指揮により初演された。市民創作オペラと銘打ち、「江嶋縁起」から題材を得て市民が応募した作品を堂本・三枝の手でグランド・オペラに仕上げたもの[要出典]。
- 「江の島縁起ページェント」- 1937年（昭和12年）7月10日、片瀬町青年団の手でが開催された。「江嶋縁起」にある五頭龍と弁財天の伝説を舞台化したもので、州鼻の広場に仮設舞台が設けられ、地元の龍神囃子、小学生のコーラスにより、長さ30間の五頭龍がうねり、江の島から美しい弁財天がやって来る野外劇。フィナーレは片瀬音頭で締めくくられた。弁財天役はこの前年に開設された松竹大船撮影所のスターが演じ、木暮実千代などが招かれた。太平洋戦争開戦の前年、1940年（昭和15年）まで4年間続けられた[要出典]。

## 関連書籍
- 読売新聞社横浜支局編 『神奈川の伝説』有隣堂、1967年10月。全国書誌番号:68001745、NCID BN1479621X。
- 片瀬公民館編 『弁天様と五頭竜』 片瀬公民館〈片瀬江の島・民話伝説とその展開 1〉、1982年（国立国会図書館サーチ検索結果）
- 宮田登編 『七福神信仰事典』 戎光祥出版〈神仏信仰事典シリーズ 1〉、1998年11月。ISBN 978-4-900901-06-3。（Googleブックス検索結果）